# Albany (condado de Orleans, Vermont)
Albany es una villa ubicada en el condado de Orleans en el estado estadounidense de Vermont. En el año 2010 tenía una población de 193 habitantes y una densidad poblacional de 48.2 personas por km².

## Geografía
Albany se encuentra ubicada en las coordenadas 44°43′50″N 72°32′54″O / 44.73056, -72.54833.

## Demografía
Según la Oficina del Censo en 2000 los ingresos medios por hogar en la localidad eran de $27,750 y los ingresos medios por familia eran $31,250. Los hombres tenían unos ingresos medios de $30,833 frente a los $19,107 para las mujeres. La renta per cápita para la localidad era de $14,453. Alrededor del 13.7% de la población estaban por debajo del umbral de pobreza.